# Scherzo n. 2 (Chopin)
Lo Scherzo in Si bemolle minore op. 31 è una composizione di Fryderyk Chopin. Fu composto fra la primavera e l'estate del 1837 e dedicato alla contessa Adèle de Fürstenstein. È tra le pagine più popolari di Chopin ed è stato definito "uno dei pezzi più fantastici del repertorio pianistico".

## Storia
Nella primavera del 1837 Chopin iniziò la composizione del suo secondo Scherzo, in Si bemolle minore, terminandolo pochi mesi dopo, prima del mese di luglio quando si imbarcò con l'amico Camille Pleyel per raggiungere Londra; scopo del viaggio era cercare una distrazione dopo la fine del fidanzamento con Maria Wodzińska che il musicista aveva sperato di sposare. Nonostante il periodo fosse certamente triste per Chopin, che si sentiva anche offeso per il rifiuto della famiglia di Maria che era sempre stata in ottime relazioni con lui, la musica dello Scherzo risente solo in parte della condizione psicologica del momento, presenta infatti, dopo un primo momento interrogativo e drammatico, diversi passaggi sereni e brillanti seguiti da altri risoluti e tempestosi.
Chopin dedicò il brano alla Contessa Adèle de Fürstenstein, sua allieva, e vendette agli editori Wessel di Londra e Schlesinger di Parigi la partitura che fu pubblicata nel 1837. Il brano ebbe grande successo; lo stesso Schumann ne scrisse subito in termini esaltanti: "da paragonare non inopportunamente ad una poesia di Byron, così tenero, così ardito, così pieno di d'amore come di disprezzo".

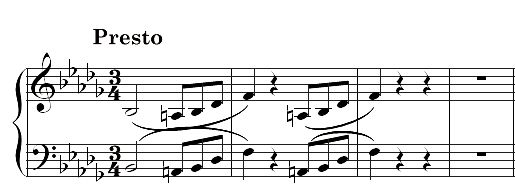
Prime battute dello Scherzo op. 31

## Struttura e analisi
Questo secondo Scherzo, che ha un'indicazione agogica di Presto, costituisce un passaggio fondamentale per Chopin; egli infatti, a partire da quest'opera, abbandona la struttura in tre sezioni che non lo aveva soddisfatto totalmente nello Scherzo precedente e la rielabora unendola a una scrittura simile a quella di uno sviluppo tipico della forma-sonata. Lo Scherzo n. 2 si presenta in questo modo molto più ricco, con molti più temi e più complesso del primo, è ripartito in quattro sezioni e segue uno schema ABA.
La prima sezione si apre (A) in Si bemolle minore con un contrasto fra il sotto voce delle terzine e gli accordi in fortissimo che vengono a esporre i due temi: interrogativo e subito dopo drammatico il primo (in Si bemolle minore), lirico e cantabile il secondo (in Re bemolle maggiore). Dopo la ripetizione della prima parte segue la seconda (B), anch'essa costruita su due temi: inizialmente il primo più calmo, quasi un corale, in La maggiore, lascia seguire il secondo, più ritmico, una melodia simile a un valzer triste (in Do diesis minore) che si ravviva per terminare in Mi maggiore. Nella seconda parte (B) il musicista spinge all'eccesso un andamento ritmico che non è legato solo alla normale scansione degli accenti, ma che muta in pura energia sempre cangiante. Dopo la ripetizione della seconda sezione (B), ne viene introdotta una terza che, con una sorta di sviluppo, contiene elementi di entrambe le sezioni A e B. In una tensione via via più forte di aumentata drammaticità, si ripropone il tema in Do diesis minore; la ripresa del tema cantabile (B) in un con fuoco si va man mano spegnendo dopo aver raggiunto il suo culmine, il tutto con un uso sapiente delle pause che preannunciano la ripresa di A da capo. La quarta e ultima sezione, dopo aver proposto una ripresa della tragica interrogazione, si avvia pressante alla tempestosa parte finale di grande tensione emotiva; una concitata Coda conduce a termine la composizione.

## Interpretazione
Una delle grandi difficoltà nell'esecuzione di questo Scherzo sta nei quattro momenti iniziali contrastanti: le due terzine sotto voce interrogative che Chopin riteneva fondamentali, il fortissimo dell'accordo in note basse, la forte tensione, quasi "urlata" degli accordi successivi, la "risposta" più composta e sostenuta. Altro punto importante è posto nell'interpretazione del tema cantabile che segue il primo; qui la melodia va suonata in modo intenso e ampio, senza sentimentalismi o eccessi melensi. Chopin ricordava spesso ai suoi allievi che era necessario ispirarsi al canto della Pasta e non al vaudeville.
Lo Scherzo op. 31 è il più eseguito dei quattro nei concerti ed è anche il più bistrattato da molti pianisti che credono sia sufficiente una grande agilità delle dita per suonare un brano così complesso e importante.